# Dolores Keane
Pour les articles homonymes, voir Keane.
Dolores Keane, née le 26 septembre 1953 dans le comté de Galway, est une musicienne irlandaise, chanteuse de musique irlandaise traditionnelle. Elle est l'un des membres fondateurs du groupe De Dannan en 1975 et mène depuis une carrière de soliste.

## Biographie
Dolores Keane vient au monde dans le village de Sylane, près de Tuam (comté de Galway) à l'ouest de l'Irlande. Elle est élevée par ses tantes Rita (en) et Sarah Keane depuis l'âge de quatre ans, deux pratiquantes renommées de chant sean-nós.
Dans cette ambiance musicale, elle commence à chanter très jeune, et fait son premier enregistrement pour RTÉ Radio 1 (en) en 1958, à l'âge de cinq ans. 
Elle est la sœur du chanteur Seán Keane (en), qui mène lui aussi une carrière musicale.

## Carrière musicale

### De Dannan
En 1975, elle cofonde le groupe De Dannan qui publie un premier album éponyme la même année. L'ensemble acquiert une reconnaissance internationale et effectue des tournées internationales (notamment aux États-Unis) à la fin des années 70. L'album The Rambling Irishman rencontre un vrai succès en Irlande.
Elle quitte le groupe en 1977, et épouse le musicien John Faulkner.

### La carrière de soliste
Le couple s'installe alors en Angleterre, et travaille alors sur des musiques de film et des programmes pour la BBC et forme deux groupes qui rencontreront un certain succès, The Reel Union et Kinvara. C’est durant cette période que Dolores Keane enregistre son premier album solo, There Was a Maid, en 1978, bientôt suivi par deux autres enregistrements, Broken Hearted I’ll Wander (1979) et Farewell to Eirinn (1980), avec la contribution de John Faulkner. Elle retourne en Irlande vers 1985, et retrouve De Dannan, avec qui elle enregistre Anthem et Ballroom.
Elle retourne à sa carrière solo en 1988, année qui voit la publication de l’album Dolores Keane, bientôt suivi de A Lion in a Cage, en 1989, qui inclut un chant de John Faulkner, protestant contre la détention de Nelson Mandela. L’album devient le second meilleur album irlandais de la chanteuse, et est le déclencheur de l’internationalisation de sa popularité. Elle ajoute une nouvelle couleur à sa palette d’artiste en montant sur la scène théâtrale de Dublin pour la production de Brendan Behan, The Hostage, dans une nouvelle traduction de Niall Tóibín (en) et Michael Scott, dont la première fut honorée de la présence de Mary Robinson, alors présidente d’Irlande.
En 1992, Dolores Keane participe à l’album A Woman’s Heart, aux côtés d’Eleanor McEvoy, Mary Black, Frances Black, Sharon Shannon et Maura O'Connell (en), album qui deviendra la meilleure vente de l’histoire de la musique irlandaise. Un second volume est enregistré à la fin de 1994. L'artiste publie la même année Solid Ground, sous le label Shanachie, qui recevra le meilleur accueil en Europe et en Amérique.
En août 1995, elle reçoit la prestigieuse récompense Fiddler’s Green Hall of Fame, à Rostrevor (comté de Down), pour sa « contribution importante à la cause de la musique et de la culture irlandaises ». La même année, elle participe, à Dublin, à la pièce de théâtre de John Millington Synge, Le Baladin du monde occidental. Elle contribue également à la production télévisuelle RTÉ/BBC Bringing It All Back Home, une série d’émissions illustrant l’histoire de la musique irlandaise aux États-Unis. Elle y apparaît en concert à Nashville avec des musiciens tels qu’Emmylou Harris et Richard Thompson, et à Galway, avec ses tantes Rita et Sarah.
En août 1997, l’artiste revient au premier plan de la musique irlandaise avec une compilation de ses meilleures chansons, The Best of Dolores Keane. Elle publie en 1998 Night Owl, un album enregistré en studio, qui la voit revenir à ses racines irlandaises. En parallèle de sa carrière solo, elle se produit en tournée avec De Dannan à la fin des années 90, dans des salles pleines à craquer de Birmingham (Alabama) et de New York.

## Témoignages
Dolores Keane est connue dans le monde musical pour sa voix profonde et mélodique. Ses enregistrements de chants tels Caledonia de l’Écossais Dougie MacLean (en), Galway Bay de Frank A. Fahey, The Island et Never Be the Sun de Paul Brady comptent parmi les meilleures interprétations.
La chanteuse américaine Nanci Griffith a dit d’elle : « Dolores Keane, la reine de l’âme irlandaise, possède une voix sacrée' »,

## Vie privée
Dolores Keane épouse en 1977 le musicien John Faulkner, avec lequel elle a travaillé dans de nombreuses occasions. L’union se termine en 1988, après la naissance d'un fils, Joseph.
Elle vit actuellement avec Barry Bazza Farmer, de qui elle a eu une fille, Tara, en 1994.
Elle interrompt momentanément sa carrière musicale à la fin des années 1990, souffrant de dépression et d’alcoolisme, maladies pour lesquelles elle se fait soigner. Elle vit dans les environs de Galway.

## Discographie
Albums solo
- There Was A Maid (1978) ;
- Dolores Keane (1988) ;
- Lion in a Cage (1989) ;
- Solid Ground (1993) ;
- Night Owl (1998).

Avec De Dannan
- De Dannan (1975) ;
- Anthem (1985) ;
- Ballroom (1988).

Dolores Keane et John Faulkner
- Broken Hearted I'll Wander (1979) ;
- Farewell To Eirinn (1980) ;
- Sail Og Rua (1983).

Rita Eriksen et Dolores Keane
- Tideland (1996).

Compilations
- Best of Dolores Keane (1997) ;
- Where Have all the Flowers Gone: The Very Best of Dolores Keane (2003).

Anthologies
- A Woman's Heart (1992) ;
- Bringing It All Back Home - Influence of Irish Music (2000).

Video (VHS)
- Bringing It All Back Home - Influence of Irish Music (1992).